# Hogansville
Hogansville es un pueblo ubicado en el condado de Troup en el estado estadounidense de Georgia. En el censo de 2000, su población era de 2.774.

## Demografía
En el 2000 la renta per cápita promedia del hogar era de $27,976, y el ingreso promedio para una familia era de $32,979. El ingreso per cápita para la localidad era de $12,592. Los hombres tenían un ingreso per cápita de $27,028 contra $18,889 para las mujeres.

## Geografía
Hogansville se encuentra ubicado en las coordenadas 33°10′12″N 84°54′33″O / 33.17000, -84.90917 (33.170022, -84.909146).
Según la Oficina del Censo, la localidad tiene un área total de 17,3 km² (6,7 mi²), de la cual 17,2 km² (6,6 mi²) es tierra y 0,1 km² (0 mi²) (0.10%) es agua.